# Elisabetta Vendramini
Elisabetta Vendramini (9. dubna 1790, Bassano del Grappa – 2. dubna 1860, Padova) byla italská římskokatolická řeholnice, zakladatelka a členka kongregace Alžbětinských františkánských terciárních sester. Katolická církev ji uctívá jako blahoslavenou.

## Život
Narodila se dne 9. dubna 1790 v Bassano del Grappa. Jako dítě se vzdělávala v augustiniánském klášteře a náboženskou výchovu získala jak od augustiniánů, tak od svých rodičů.
V roce 1811 se, navzdory námitkám rodičů, zasnoubila s mužem skromného původu z Ferrary. Toto zasnoubení však zrušila noc před svatbou v roce 1817, protože pocítila jasné volání k řeholnímu životu ve službě chudým. Začala se starat o děti ve svém rodném městě a v roce 1820 se připojila k personálu kapucínského sirotčince. Roku 1821 složila sliby ve III. františkánském řádu. Přestěhovala se do Padovy, kde pracovala se dvěma svými přáteli v bezplatné škole pro chudé.
Dne 10. listopadu 1828 založila v Padově s pomocí kněze Luigiho Marana (1794–1859) ženskou řeholní kongregaci Alžbětinských františkánských terciárních sester, pod patronátem sv. Alžběty Uherské. Stanovy nové kongregace byly vypracovány na základě řehole sv. Františka z Assisi, kterou papež Mikuláš IV. schválil v roce 1289. Jí založená kongregace se vyznamenala v roce 1836 během epidemie horečky, kdy její členky pečovaly o nakažené.
Zemřela dne 2. dubna 1860 v Padově ve věku 69 let. Pohřbena byla na hlavním hřbitově v Padově, kde se však její ostatky ztratily poté, co v roce 1872 došlo k rekonstrukci hrobky, v níž spočívaly.

## Úcta
Dne 18. února 1989 ji papež sv. Jan Pavel II. podepsáním dekretu o jejích hrdinských ctnostech prohlásil za ctihodnou. Dne 10. července 1990 byl uznán zázrak na její přímluvu, potřebný pro její blahořečení.
Blahořečena pak byla dne 4. listopadu 1990 na Svatopetrském náměstí papežem sv. Jenem Pavlem II.
Její památka je připomínána 2. dubna. Bývá zobrazována v řeholním oděvu.